# Drago Vabec
Drago Vabec (Zagabria, 26 ottobre 1950) è un ex calciatore jugoslavo, di ruolo attaccante.

## Palmarès

### Club

#### Competizioni nazionali
- Division 2: 1

Brest: 1981-1982

#### Competizioni internazionali
- Coppa dei Balcani per club: 1

Dinamo Zagabria: 1977